# Zamioculcas zamiifolia
Zamioculcas zamiifolia, Trivialnamen sind Glücksfeder, Kartonpapier-Palme, „die Zz-Pflanze“ oder irreführend „Zamie“, ist die einzige Art der monotypischen Pflanzengattung Zamioculcas, die zur Familie der Aronstabgewächse (Araceae) gehört. Sie gilt als pflegeleichte Zimmerpflanze.

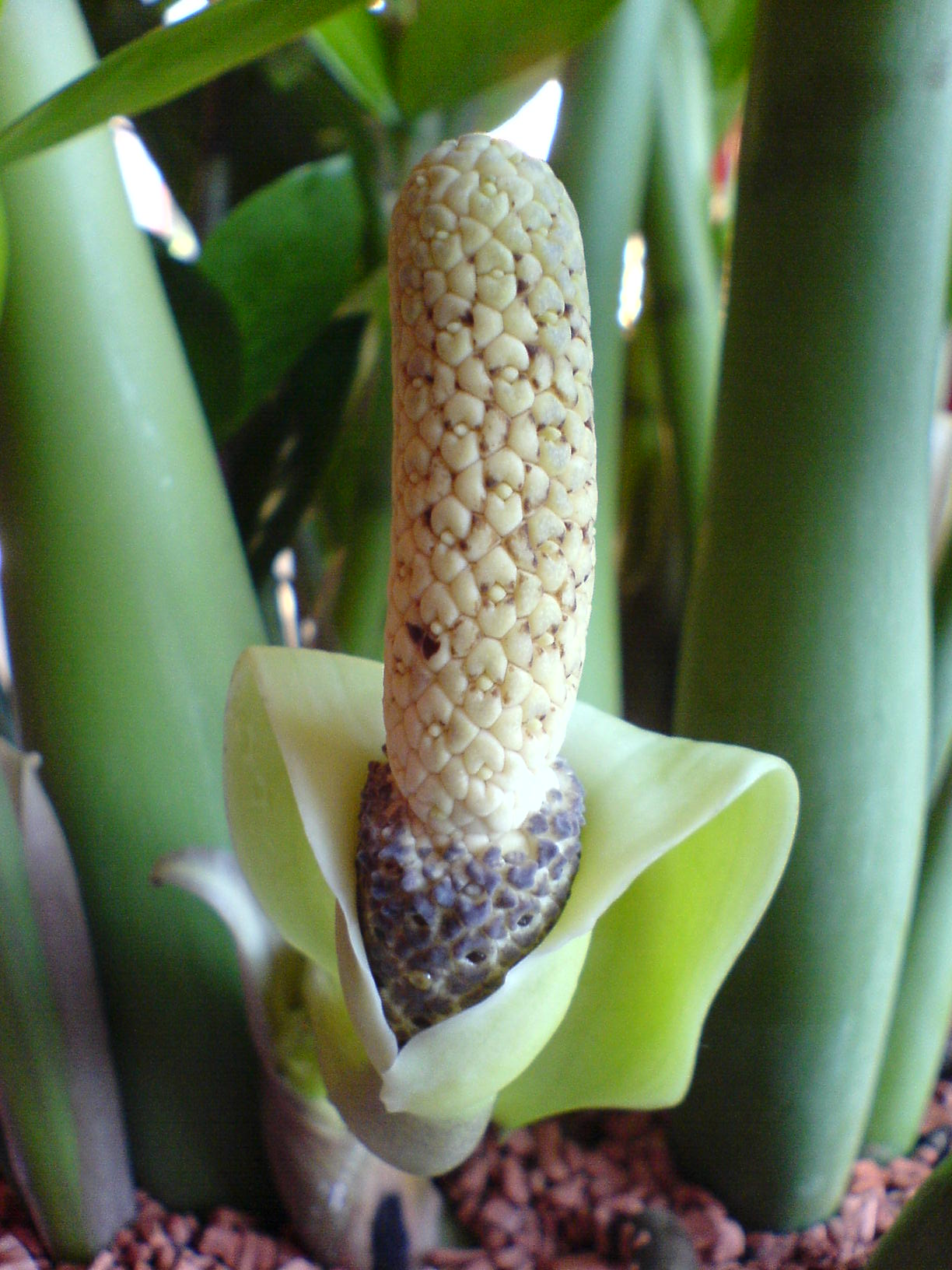
Für ein Aronstabgewächs typischer Blütenstand einer Zamioculcas zamiifolia

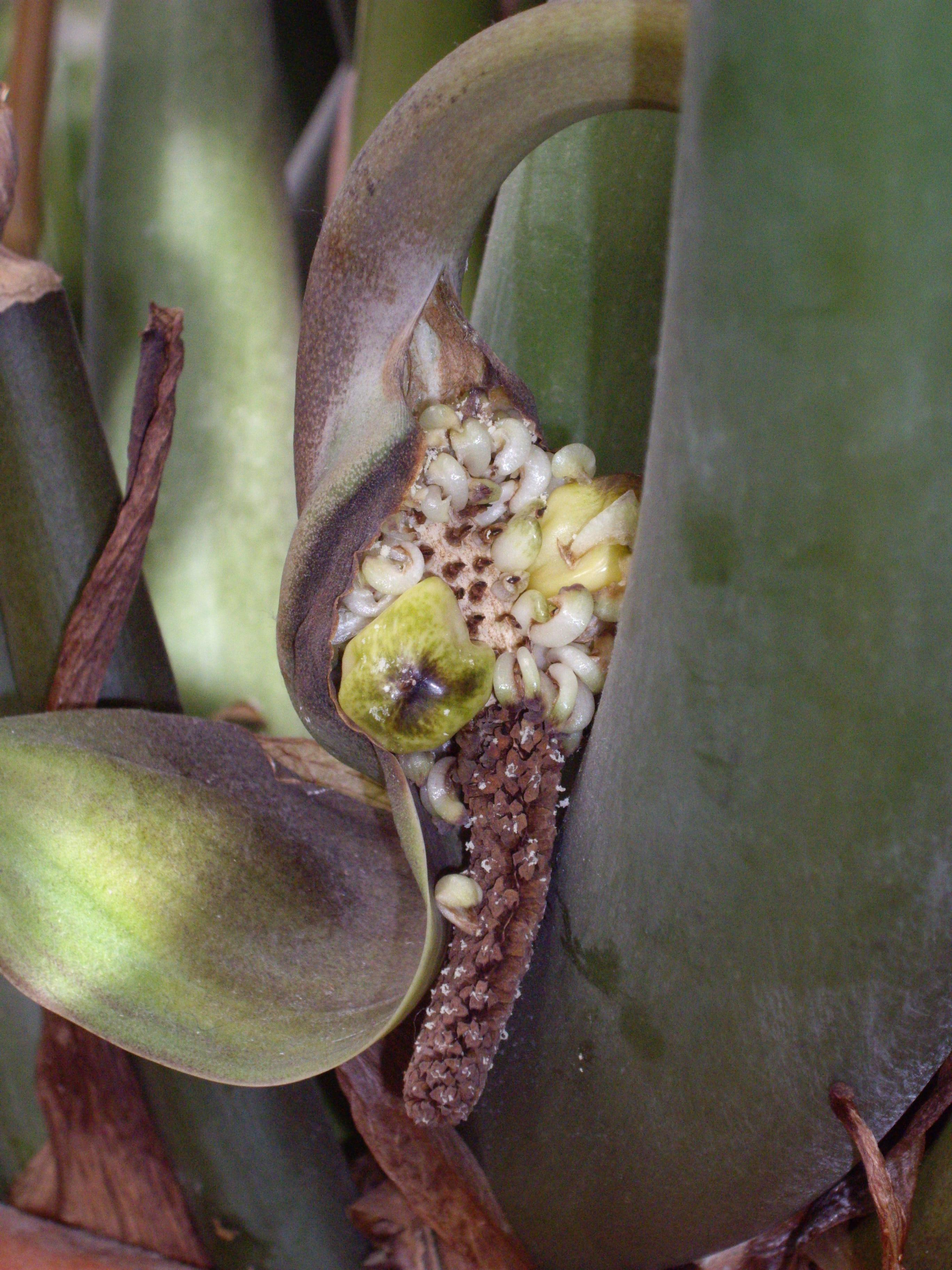
Geöffneter Fruchtstand einer Zamioculcas zamiifolia mit Samen

## Beschreibung
Zamioculcas zamiifolia ist eine ausdauernde krautige Pflanze. Sie kann lange Zeit trockenes Klima ertragen (Trockenresistenz).
Aus einem horizontal wachsenden knollenartigen Rhizom entspringen Triebe, die nur ein einziges unpaarig gefiedertes Blatt mit fünf bis acht Fiederpaaren bilden. Die Stiele dieser Fiederblätter sind am Grund stark verdickt. Wenn ein Blatt abstirbt, werden zuerst einzelne Fiederpaare braun, und aus dem Stiel wird der Saft so weit entzogen, dass sich 10 bis 15 Zentimeter über dem Rhizom eine Sollbruchstelle bildet, an der das Blatt dann abbricht bzw. sich löst, ohne die Pflanze zu beschädigen. Der dicke Stielstumpf bleibt noch mehrere Jahre erhalten.

## Vorkommen
Das ursprüngliche Verbreitungsgebiet liegt in Afrika und reicht von Kenia bis KwaZulu-Natal. Die Pflanze wurde als heute alleinstehendes „lebendes Fossil“ bezeichnet, welches sich vor etwa 42 Millionen entwickelt haben könnte.

## Verwendung als Zierpflanze
Zamioculcas zamiifolia ist sehr pflegeleicht, da sie mit wenig Licht auskommt, aber auch gerne in hellen Räumen steht. Entsprechend ihrem Naturstandort ist sie auch längere Trockenzeiten gewohnt und muss daher nur mäßig gegossen werden.
Die Pflanze beeindruckt besonders durch die dicken, dunkelgrünen, glänzenden Blätter. Durch ihr kräftiges Grün ist sie vor allem für offene, helle Räume geeignet. Je heller der Standort, desto schneller der Wuchs und desto heller werden die Blätter. Wird sie schattig gestellt, wächst sie zwar etwas langsamer, dafür entwickeln die Blätter ein sehr kräftiges, dunkles Grün.
Gelegentlich entwickeln sich helle, kolbenartige Blütenstände, wie sie für Araceae typisch sind.
Vermehren lässt sie sich unter anderem über Blatt-Stecklinge, wozu man einzelne Fiederblätter (keine ganzen Ausleger) direkt in die Erde steckt oder in ein Glas mit Wasser stellt. Nach einiger Zeit bilden sich Knollen, aus denen wiederum Wurzeln sprießen. Werden alle Fiederblätter von einem Blattstiel entfernt, so kann auch dieser abgeschnitten und auf die gleiche Weise zur Vermehrung genutzt werden. Dies dauert zwar sehr lange (etwa ein Jahr), jedoch ist der erste Austrieb bereits vergleichsweise groß.
Mittlerweile gibt es eine panaschierte Varietät, die Zamioculcas zamiifolia ‚Variegata‘. Diese ist jedoch aufgrund des geringeren Anteils an Chlorophyll schwachwüchsiger und vergleichsweise selten. Im Vergleich zur normalen Form ist die seltenere panaschierte Glücksfeder wesentlich teurer und eher für Sammler von Interesse.
Da die Pflanze der Familie Aronstabgewächse (Araceae) zugeordnet wird, bestand der Verdacht, dass sie giftig sein könnte. Dem steht entgegen, dass Zamioculcas zamiifolia in manchen Ländern als Arzneimittel verwendet wurde. Eine neuere Untersuchung der Inhaltsstoffe ergab keine Anzeichen für bedenkliche Inhaltsstoffe.
Da Zamioculcas zamiifolia als Zimmerpflanze weit verbreitet ist, wurde untersucht, welchen Einfluss sie auf das Raumklima hat. Sie soll aromatische Kohlenwasserstoffe in der Raumluft binden können.

## Taxonomie
Die Erstveröffentlichung erfolgte unter dem Namen (Basionym) Caladium zamiaefolium durch Conrad Loddiges. Die Neukombination zu Zamioculcas zamiifolia (Lodd.) Engl. wurde 1905 durch Heinrich Gustav Adolf Engler veröffentlicht. Weitere Synonyme für Zamioculcas zamiifolia (Lodd.) Engl. sind: Zamioculcas loddigesii Schott, Zamioculcas lanceolata Peter.